# Frank Schirrmacher

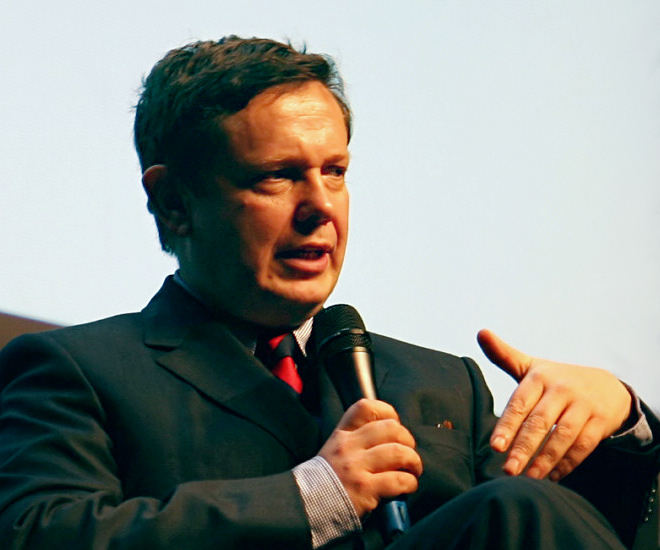
Frank Schirrmacher (2007)

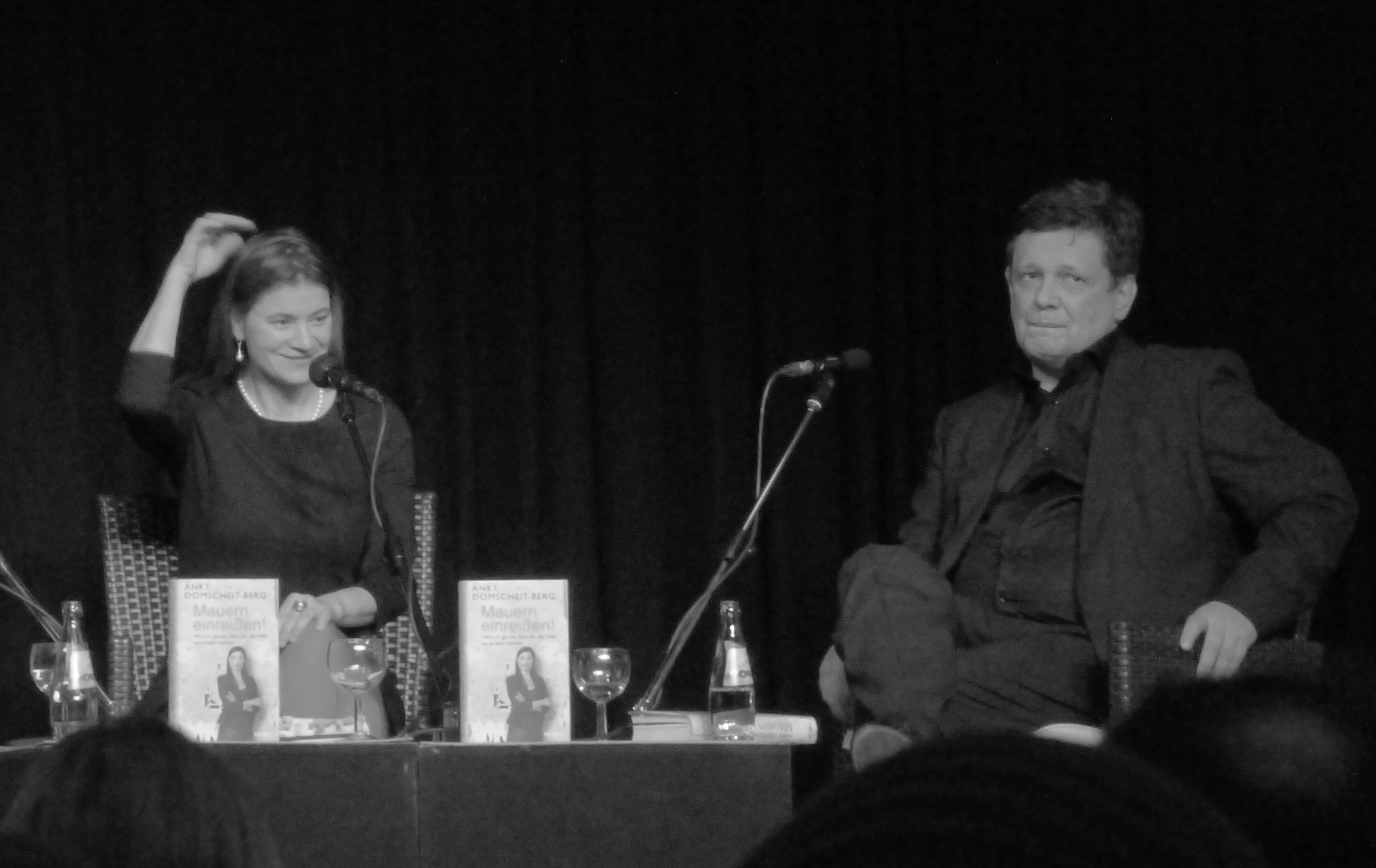
Frank Schirrmacher im Gespräch mit Anke Domscheit-Berg (2014)

Frank Dieter Schirrmacher (* 5. September 1959 in Wiesbaden; † 12. Juni 2014 in Frankfurt am Main) war ein deutscher Journalist, Essayist, Buchautor und 20 Jahre (von Anfang 1994 bis zu seinem Tod) Mitherausgeber der Frankfurter Allgemeinen Zeitung (FAZ).

## Leben

### Jugend und Studium
Schirrmacher wurde 1959 als Sohn eines Ministerialrates geboren, der aus Ostpreußen stammte. Seine Mutter ist polnischer Herkunft; er hatte eine ältere Schwester. 1979 legte er das Abitur an der privaten Humboldt-Schule in Wiesbaden ab und studierte dann bis 1984 Germanistik und Anglistik an der Ruprecht-Karls-Universität in Heidelberg sowie am Clare College der Universität Cambridge in Cambridge (England) Literatur und Philosophie. Seine Studien schloss der Philologe mit dem Magister ab. Kurze Studienaufenthalte folgten an der Universität Montpellier und an der Yale University in New Haven (Connecticut).
1988 wurde Schirrmacher mit der Dissertation Schrift als Tradition – die Dekonstruktion des literarischen Kanons bei Kafka und Harold Bloom an der Universität-Gesamthochschule Siegen zum Dr. phil promoviert. 1996 erschien ein Artikel im Spiegel, der sich kritisch mit der Arbeit auseinandersetzte, da diese mit der bereits 1987 von Schirrmacher bei Suhrkamp veröffentlichten Arbeit Verteidigung der Schrift. Kafkas „Prozess“ bis auf 32 neue Seiten weitgehend übereinstimmte. Der Suhrkamp-Band beruhte, so der Spiegel, auf Schirrmachers Magisterarbeit, die dann nochmals als Basis der Dissertation verwendet wurde. Die Universität war über die Suhrkamp-Publikation von 1987 informiert, und die Promotionsordnung der Hochschule ließ die Annahme bereits veröffentlichter Arbeiten in Ausnahmefällen zu. Daher wurde kein Verstoß gegen die Promotionsordnung gesehen. Die Begutachtung der Dissertation war kontrovers.

### Tätigkeit bei derFrankfurter Allgemeinen Zeitung
Aufgrund einer Empfehlung von Dolf Sternberger (1907–1989), Professor für Politische Wissenschaft der Universität Heidelberg, der FAZ-Redaktion langjährig als Mentor und Leitartikler verbunden, erhielt Schirrmacher 1984 von FAZ-Herausgeber Joachim Fest eine Hospitanz bei der Frankfurter Allgemeinen Zeitung; im Juli 1985 wurde er Redakteur in deren Feuilleton-Redaktion.
Von 1989 bis 1993 war er in der Nachfolge von Marcel Reich-Ranicki Leiter der Redaktion „Literatur und literarisches Leben“. Seit 1. Januar 1994 stand er als Nachfolger von Joachim Fest als einer der fünf Herausgeber, zuständig für das Feuilleton, in der journalistischen Gesamtverantwortung für die FAZ. Die Redakteure der FAZ nannten ihn nie beim Namen, sondern stets den „Herausgeber“.
Die US-Zeitschrift Newsweek rühmte Schirrmacher als einen der führenden Intellektuellen. Jakob Augstein nannte ihn 2006 in der Wochenzeitung Die Zeit den „Dirty Harry des Feuilletons“.
Im Jahr 2000 weitete Schirrmacher das Feuilleton der FAZ erheblich aus und warb namhafte Journalisten von anderen Zeitungen ab. Doch schon zwei Jahre später mussten wegen der allgemeinen Zeitungskrise die Seitenumfänge reduziert und Mitarbeiter entlassen werden, ein bis dahin einmaliger Vorgang in der Geschichte der FAZ. Außerdem wurden die von Schirrmacher ins Leben gerufenen „Berliner Seiten“ im Jahr 2002 eingestellt. Auch sein Versuch, die Feuilleton-Redaktion nach Berlin umzusiedeln, scheiterte.
Schirrmacher öffnete früh die Bereiche Wissenschaftsgeschichte und Technikphilosophie für das Feuilleton in Deutschland und brachte die Ideen etwa von Bill Joy, Ray Kurzweil, V. S. Ramachandran, Patrick Bateson, James Watson und Craig Venter in den Vordergrund der öffentlichen Diskussion. Schirrmacher förderte David Gelernter, Evgeny Morozov, Constanze Kurz, George Dyson und Jaron Lanier, Träger des Friedenspreises des Deutschen Buchhandels 2014. Sie bekamen im Feuilleton der Frankfurter Allgemeinen Zeitung Raum, um ihre Gedanken in einem Umfang und über eine Dauer hinweg zu entwickeln, die es sonst nur in akademischen Journalen gab.
Als einer der Herausgeber war Frank Schirrmacher daran beteiligt, dass die Tätigkeit von Hugo Müller-Vogg als Herausgeber der FAZ am 21. Februar 2001 endete. Die vier weiteren Herausgeber Günther Nonnenmacher, Jürgen Jeske, Berthold Kohler und Frank Schirrmacher hatten am 20. Februar 2001 im Benehmen mit der Geschäftsführung entschieden, die Zusammenarbeit mit Müller-Vogg, der seit 1988 einer der Herausgeber war, mit sofortiger Wirkung zu beenden. Als Grund für diese Personalentscheidung wurden ein zerstörtes Vertrauensverhältnis kommuniziert. Dahinter standen persönliche und politische Animositäten.

### Privates

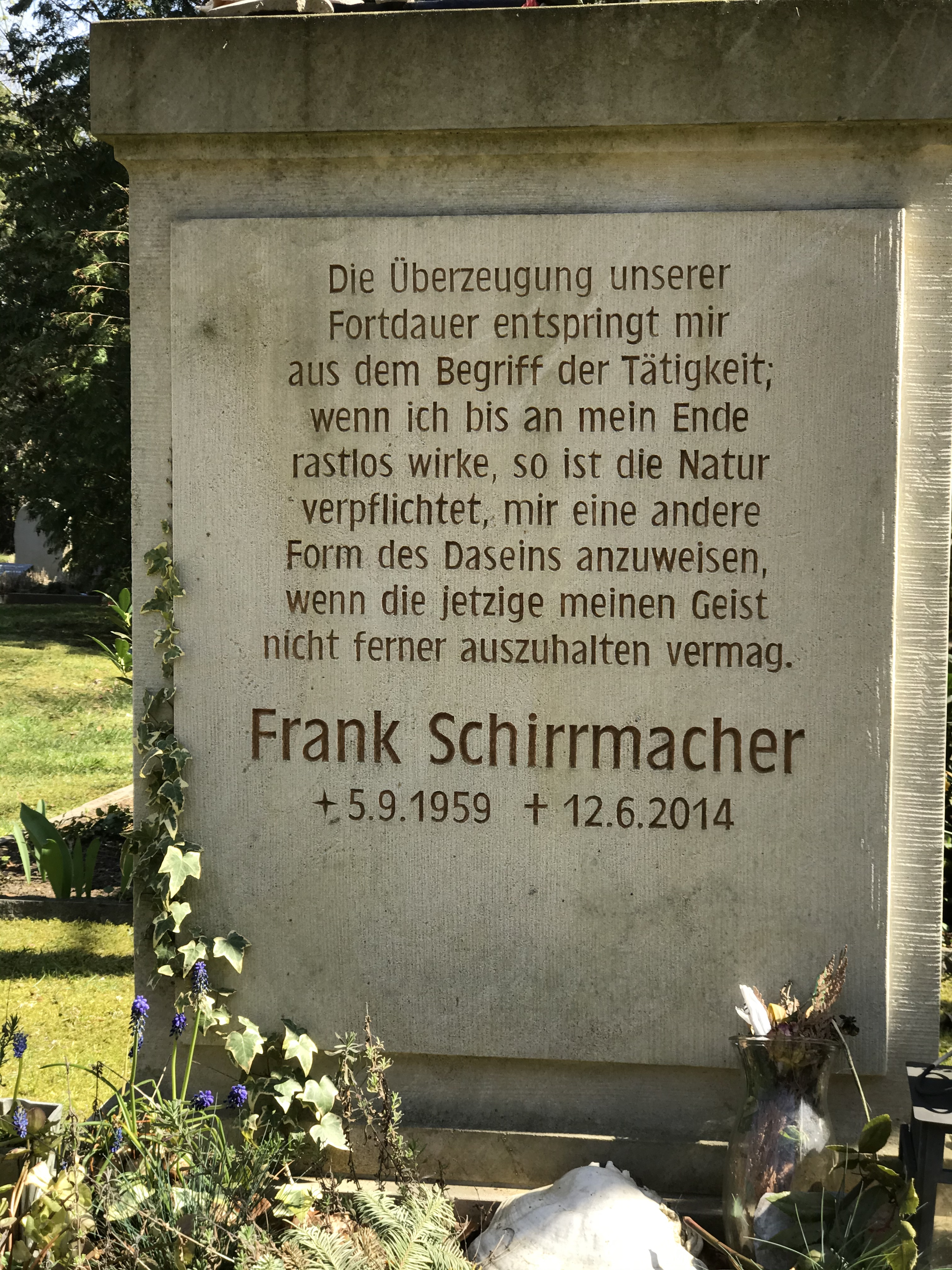
Grabstein mit Goethe-Zitat.

Schirrmacher war in erster Ehe verheiratet mit der Schriftstellerin Angelika Klüssendorf, mit der er einen Sohn hatte, in zweiter Ehe mit der Journalistin und Schriftstellerin Rebecca Casati, mit der er eine Tochter hatte. Mit dieser lebte er in Potsdam-Sacrow und hatte einen zweiten Wohnsitz im Frankfurter Westend. In Potsdam gehörte er dem Beirat des M100 Sanssouci Colloquiums an.
Schirrmacher starb im Juni 2014 an den Folgen eines Herzinfarkts. Die Trauerfeier fand in der Heilandskirche am Port von Sacrow statt. An der Beisetzung auf dem Friedhof seines Wohnortes nahmen zahlreiche prominente Gäste teil.
Schirrmachers Grabstein zeigt ein Zitat von Johann Wolfgang von Goethe:

„Die Überzeugung unserer Fortdauer entspringt mir aus dem Begriff der Tätigkeit; wenn ich bis an mein Ende rastlos wirke, so ist die Natur verpflichtet, mir eine andere Form des Daseins anzuweisen, wenn die jetzige meinen Geist nicht ferner auszuhalten vermag.“

## Debatten

### Martin Walsers RomanTod eines Kritikers(2002)
Aufsehen erregte Schirrmacher 2002 mit einem offenen Brief, in dem er Martin Walsers Roman Tod eines Kritikers noch vor dessen Erscheinen angriff und ihm ein „Spiel mit antisemitischen Klischees“ vorwarf. Walser hatte der FAZ den Roman, in dem einige Kritiker eine Attacke auf Marcel Reich-Ranicki sehen, zum Vorabdruck überlassen. Schirrmacher verhinderte den Vorabdruck des Romans.

### Interview mit Günter Grass 2006
Für einen weiteren großen Mediencoup sorgte Schirrmacher am 14. August 2006 mit einem FAZ-Interview mit Günter Grass, in dem dieser einräumte, in den letzten Kriegsmonaten als SS-Sturmmann zur Waffen-SS eingezogen worden zu sein. Obwohl er sich über Grass in den Jahren zuvor nur noch in negativer Weise geäußert hatte, konnte Schirrmacher kurz vor der Veröffentlichung des Romans Beim Häuten der Zwiebel dieses weltweit beachtete Interview mit Grass führen. Der erst für September vorgesehene Verkaufsbeginn wurde in der Folge bereits auf die Woche nach dem Interview vorgezogen. Ein Jahr später bereute Grass, der FAZ dieses Interview gegeben zu haben: „Ich würde mich nicht mehr mit der FAZ einlassen. Das ist sicher.“ Die FAZ hatte unrechtmäßig aus privaten Briefen zitiert, in denen Grass den SPD-Politiker Karl Schiller aufgefordert hatte, seine NS-Vergangenheit zu bekennen.

### Öffentliche Auftritte
2007 erhielt Schirrmacher unter anderem für Das Methusalem-Komplott den mit 30.000 Euro dotierten Jacob-Grimm-Preis „… für seine sprachlichen Leistungen als Zeitungsjournalist und Buchautor und in Würdigung der sprachlichen Kultur des Feuilletons der Frankfurter Allgemeinen Zeitung, das immer wieder Maßstäbe setzt.“ Seine Thesen stellte Schirrmacher auch für eine Veranstaltung („Investmentchance Demographie“) des Versicherungs- und Finanzdienstleistungskonzerns Allianz vor.
Ebenfalls im Jahr 2007, als Scientology-Führer David Miscavige bekundete, dass Tom Cruise der Messias von Scientology werde, hielt Frank Schirrmacher am 29. November in Düsseldorf bei der Bambi-Verleihung die Laudatio auf Tom Cruise. Cruise wurde dort der Courage-Bambi als Stauffenberg-Darsteller und Mitproduzent des Films Operation Walküre – Das Stauffenberg-Attentat verliehen, obwohl zu diesem Zeitpunkt noch niemand den Film gesehen hatte, da er noch gar nicht fertig gestellt war. Nach mehrfachen Verschiebungen fand die Premiere des Films erst am 15. Dezember 2008 in New York und am 20. Januar 2009 in Berlin statt. Schirrmachers Laudatio wurde am 30. November 2007 in der FAZ abgedruckt.

### Hessischer Kulturpreis 2009
Im Streit über den Hessischen Kulturpreis 2009 verteidigte Schirrmacher den deutsch-iranischen Autor Navid Kermani, dem der Preis erst zuerkannt, dann aberkannt, schließlich aber doch verliehen wurde. Er bescheinigte Kermani „Verständnis für die andere Seite“. Schirrmacher hatte den jungen Kermani als Autor in die FAZ geholt, sich später aber von ihm immer mehr distanziert, so dass Kermani sich „gedemütigt“ fühlte.

### Journalist des Jahres 2010
Nachdem er bereits 2004 zum „Journalisten des Jahres“ gewählt worden war, zeichnete ihn die Jury des Medium Magazins 2010 erneut aus, diesmal als „Kulturjournalisten des Jahres“. Die Begründung der Jury lautet: „Frank Schirrmachers Meisterstück war 2010 die wegweisende und beispielgebende Behandlung des Aufregers des Jahres: Thilo Sarrazins Thesen aus dem Buch Deutschland schafft sich ab. Seine Essays, Interviews und Themensetzungen, auch zu anderen Themen wie zum Beispiel Internet oder Auswärtiges Amt, sind der beste Beweis dafür, dass die Auseinandersetzung mit der Kultur einer Gesellschaft das Fundament der politischen Berichterstattung ist.“

### Auseinandersetzung mit der Wirtschaftskrise
In einem für Aufsehen sorgenden Artikel unter dem Titel Ich beginne zu glauben, dass die Linke recht hat schrieb Schirrmacher im August 2011, dass er als Konservativer anerkennen müsse, dass die gegenwärtige „bürgerliche“ (Anführungszeichen von Schirrmacher) Politik unter anderem zu schlechteren individuellen Lebensmöglichkeiten und größerer Ungleichheit geführt habe und die Linke in ihrer Kritik daran richtig lag. „Die CDU hat ihre an die Finanzmärkte ausgeliehenen immateriellen Werte, ihre Vorstellung vom Individuum und vom Glück des Einzelnen, niemals zurückgefordert. Sie […] hat sich noch nicht einmal über die Verhunzung und Zertrümmerung ihrer Ideale beklagt.“ Die „Fähigkeit zu bürgerlicher Gesellschaftskritik“ müsse wiedererfunden werden. Bezüglich der Finanz- und Schuldenkrise in der EU sah Schirrmacher ein Zurückdrängen des Primats des Politischen gegenüber dem Interesse der Wirtschaft und er warf Bankern und führenden Politikern mangelnde Achtung vor europäischen Werten und der Demokratie vor.

## Bücher

### Das Methusalem-Komplott (2004)
2004 veröffentlichte Schirrmacher Das Methusalem-Komplott, in dem er lange vorliegende demographische Fakten zusammenfasst, auf eine Vergreisung der Gesellschaft aufgrund niedriger Geburtenraten hinweist und zu einem „Aufstand der Alten“ aufruft. Dieses Buch, das massiv in den Medien diskutiert wurde und das von einem Vorabdruck im Spiegel, einer Artikelserie in der Bild-Zeitung und Fernsehauftritten Schirrmachers begleitet wurde, entwickelte sich zu einem Bestseller und wurde in 14 Sprachen übersetzt. Hierfür wurde Schirrmacher mit der Goldenen Feder und dem Literaturpreis Corine in der Kategorie Sachbuch ausgezeichnet. 2004 wurde er vom Medium Magazin für Das Methusalem-Komplott und seine „meisterhafte Vermarktungsstrategie des Themas und der eigenen Person“ zum Journalisten des Jahres gewählt.

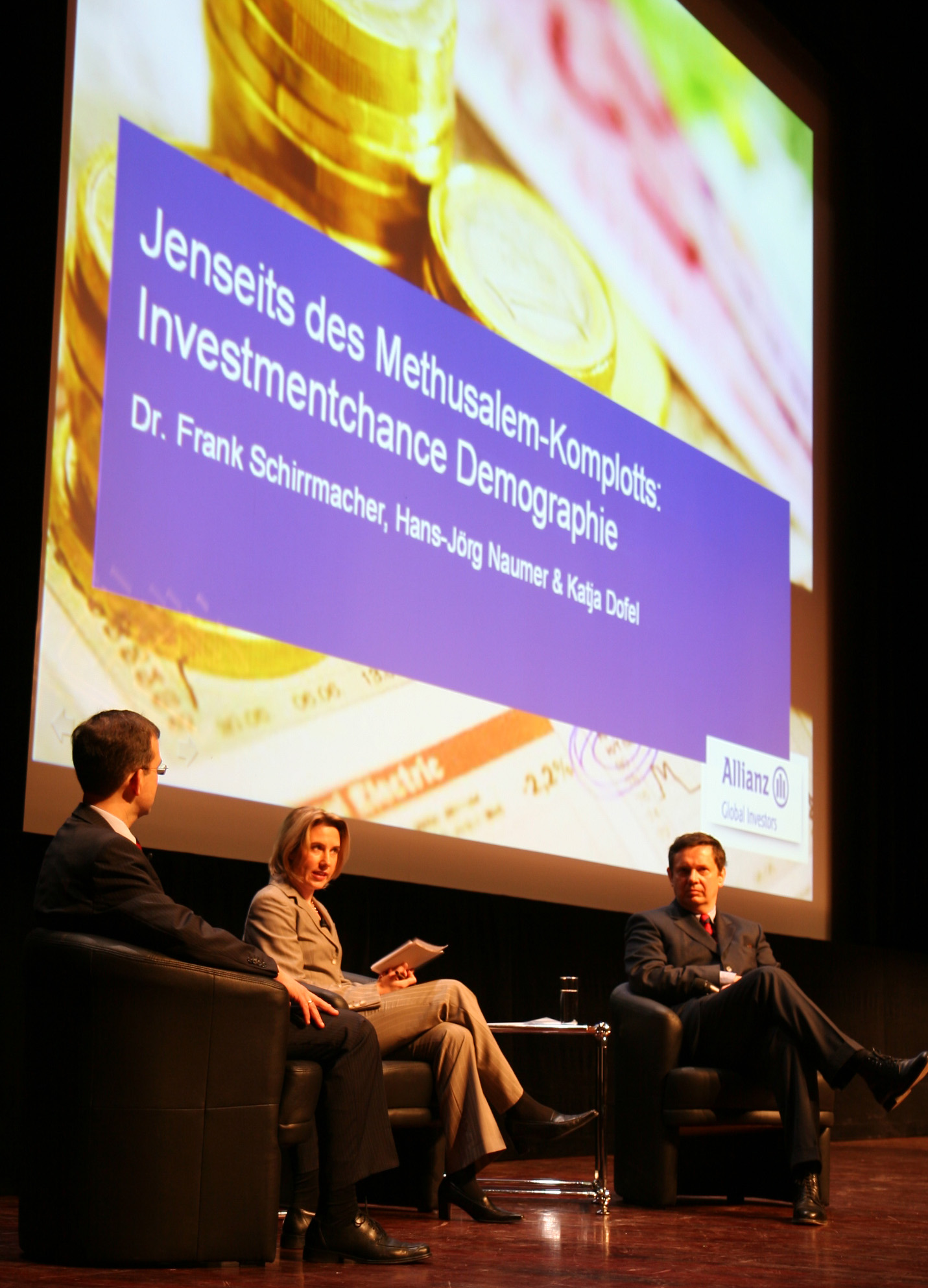
Schirrmacher spricht auf dem „Fonds professionell Kongress“ über die „Investmentchance Demographie“.

### Minimum(2006)
2006 erschien sein Buch Minimum. Der Titel verweist auf Schirrmachers Analyse der Folgen der Auflösung der Familie als „Keimzelle der Gesellschaft“ und damit der Schrumpfung sozialer Beziehungen auf ein Minimum. Die soziale Überlegenheit der „Überlebensfabrik Familie“ in Notzeiten lässt sich seiner Argumentation nach besonders mit einem amerikanischen Mythos belegen: der Tragödie der Siedler am Donnerpass, wo überwiegend „Einzelkämpfer“ ohne familiäre „Blutsbande“ im Schneesturm zu Tode kamen, Familienmitglieder hingegen überlebten. Kritiker warfen ihm vor, ein neokonservativ geprägtes Frauenbild zu propagieren und Statistiken überzubewerten. Unter anderem durch Abdrucke und Berichterstattung im Spiegel und Bild-Zeitung sowie durch Fernsehvorstellungen gelang es dem Journalisten abermals, weite Aufmerksamkeit und einen hohen Buchabsatz zu erlangen.

### Payback(2009)
Im November 2009 erschien Schirrmachers Buch Payback. Warum wir im Informationszeitalter gezwungen sind zu tun, was wir nicht tun wollen, und wie wir die Kontrolle über unser Denken zurückgewinnen, in dem er sich mit dem Einfluss moderner Informationsmedien auf den Menschen auseinandersetzt. Es wurde von dem Wirtschaftsnobelpreisträger Daniel Kahneman, dem Wirtschaftsjournalisten und Internet-Kritiker Nicholas Carr, dem amerikanischen Psychologieprofessor John Bargh und dem Virtual-Reality-Pionier Jaron Lanier als wichtiger Beitrag zur Debatte über die sozio-kulturellen Auswirkungen des Internets gewürdigt. John Bargh bemerkte: „Schirrmacher sorgt sich völlig zu Recht über die Konsequenzen einer universellen digitalisierten Wissens-Datenbank, besonders wenn es darum geht, vorherzusagen, was Menschen tun werden. Und besonders dann, wenn die künstliche Intelligenz in der digitalisierten Welt Daten zusammensetzen kann, die berechnen kann, welche Situation welchen Menschen zu Handlungen bewegt.“
Bei einer „Digital Life Design“-Podiumsdiskussion vertrat Schirrmacher zum Verhältnis von Informationen und Nutzern die Befürchtung, dass sich Benutzer im Internet letztendlich durch Maschinen (etwa Suchalgorithmen von Google) bevormunden lassen. In einem Bericht von stern.de erfuhr er deswegen die scharfe Kritik, er vertrete einen populistischen Kulturpessimismus, der ihn im Vergleich zu Debattenbeiträgen von John Brockman und David Gelernter, zwei Vordenkern der digitalen Welt, blamiere. Einen ziemlich ironischen Blickwinkel auf die Diskussion vertrat Hal Faber (Pseudonym) von Heise Online: „Mit einem klaren Unentschieden endete zuvor in München die Debatte darüber, ob Maschinen oder Menschen die besseren Informationsfresser sind. Zu sehr ähnelten sich die Argumente der Teilnehmer in der entsprechenden Diskussionsrunde des DLD. Der Informatiker David Gelernter stimmte wunderbar mit den Zeitungsmachern Frank Schirrmacher (FAZ) und Andrian Kreye (Süddeutsche Zeitung) überein. So viel Harmonie muss belohnt werden und wird auch belohnt: Ab nächsten Frühjahr bekommt Gelernter eine regelmäßige Kolumne in der FAZ.“ Die gleiche Diskussion wurde von anderer Quelle als wichtiger Beitrag zur Debatte über das Verhältnis von Institutionen zur digitalen Zukunft beschrieben: „Beim Zusammentreffen von Schirrmacher und Gelernter wird deutlich: Man kann Algorithmen als etwas sehen, was Institutionen gefährdet – oder als etwas, was Institutionen schafft. Letztlich haben dabei beide Seiten Recht: Algorithmen sorgen gerade für beides. Es ist wichtig, das erste zu thematisieren ohne das zweite aus dem Blick zu verlieren.“
Jakob Augstein kritisierte in der Welt die Eindimensionalität der Debatte um das Buch und verwies darauf, dass sich Schirrmacher seit dem Jahre 2000 um einen Dialog zwischen Informatik und Feuilleton bemühe. „Hat sich in Deutschland eine ‚Dritte Kultur‘ etabliert, ein neuer Dialog zwischen Gedanken und Gewerken, in dem die technologische Avantgarde mit dem Rest der Gesellschaft über Ziele und Risiken, Verantwortung und Ohnmacht, Herrschaft und Glaube, Menschenbilder und Identitäten streitet? Wenn man sich die Rezeption von Schirrmachers Buch ansieht und wenn man einen Blick auf den Stand der zeitgenössischen digitalen Debatte wirft, dann darf man das bezweifeln.“ „Payback“ war im Februar 2010 in der Kategorie Sachbuch für den Preis der Leipziger Buchmesse 2010 nominiert.

### Ego: Das Spiel des Lebens(2013)
Schirrmachers 2013 veröffentlichtes Buch Ego: Das Spiel des Lebens sorgte schon vor dem offiziellen Erscheinungstermin für zahlreiche kontrovers geführte gesellschaftspolitische Stellungnahmen in den Medien. In dem Buch geht es um den Begriff des freien Willens der Menschen und um den Demokratiebegriff in der heutigen Zeit, in der eine Ökonomie des radikalen Egoismus ohne Moral (basierend auf der Theorie der rationalen Entscheidung und der Spieltheorie) zunehmend die Oberhand gewinne. Schirrmacher beschreibt darin die Rolle des Homo oeconomicus im Zeitalter der Digitalisierung. Diesen „ökonomischen Agenten“ in uns, unser zweites Ich, nennt er Nummer 2. Das Buch stand vom 25. Februar bis zum 31. März 2013 (auf Platz 1 der Spiegel-Sachbuch-Bestsellerliste).
Jan Fleischhauer wies 2021 im Focus auf die Aktualität des Buchs während der COVID-19-Pandemie hin. Schirrmacher habe das Verhältnis zwischen politischen Entscheidungen und der Berechnung von Simulationen bereits 2013 beschrieben.

## Nachrufe
Die Süddeutsche Zeitung schrieb, Schirrmacher habe begonnen „als konservativer Revolutionär, dessen Helden Ernst Jünger, Stefan George und Rudolf Borchardt hießen, und der in provozierendem Gegensatz zur Gesinnungsästhetik der alten Bundesrepublik mit Lust das ‚gefährliche‘ Denken der deutschen Rechten neu erprobte.“ Sie bescheinigte ihm die ausgeprägte „Fähigkeit, kommende Dinge zu erahnen, neue Konstellationen zu entdecken, Alternativen zuzuspitzen und Positionen blitzschnell zu wechseln“, die sich in taktischen Fragen zu einer geradezu „dämonischen Geschicklichkeit“ gesteigert habe. Schirrmacher sei „nicht nur ein scharfer Gesellschaftskritiker konservativer Tradition, nicht nur ein großer Publizist“ gewesen, sondern auch „einer der ersten ‚Digerati‘ […] Weil er aber aus der europäischen Tradition des kritischen Denkens kam, war er weitgehend immun gegen die verführerische Euphorie, die von den amerikanischen Küsten über den Atlantik wehte.“
Der ehemalige Zeit-Mitherausgeber Michael Naumann attestierte Schirrmacher, er sei der „lebendigste Feuilleton-Chef Deutschlands seit Jahrzehnten“ gewesen. Schirrmacher habe dem „doch sehr konservativen Blatt“ FAZ „eine geistige, intellektuelle, aber auch journalistische Frische inhaliert“, die „überraschend war“. Er sei „auf alle Fälle ein Mann mit einem enormen Innovationspotenzial“ gewesen: „Nicht immer auf der richtigen Seite, aber insgesamt ein blitzgescheiter, innovativer, intelligenter, gut schreibender Intellektueller, den es in einen Beruf verschlagen hatte, den er möglicherweise gar nicht angestrebt hat, denn seine ursprünglich akademischen Interessen, literaturwissenschaftlichen Interessen hätten ihn genauso gut an einer Universität platzieren können. Aber so ist er eben zur FAZ gekommen.“
Der Literaturagent John Brockman nannte Schirrmachers Tod einen „Verlust, den Sie nicht nur in Deutschland spüren werden, sondern in der ganzen Welt […] Er schaffte es, dass das intellektuelle Leben in Deutschland über das in Amerika triumphieren konnte. Weil er es wagte, Themen auf die Agenda zu setzen, die niemand in Amerika auf die Agenda setzen wollte.“
An Schirrmachers 55. Geburtstag am 5. September 2014 veranstalteten die FAZ und die Stadt Frankfurt eine Gedenkfeier in der Paulskirche mit über dreihundert Gästen.
Shoshana Zuboff dankt Schirrmacher ausführlich in ihrem Standardwerk Das Zeitalter des Überwachungskapitalismus, nennt ihn einen „mutigen Intellektuellen“, „Stütze“ und „stete Inspiration“.

## Kritik
Im Mai 1996 veröffentlichte Der Spiegel einen kritischen Artikel über Schirrmacher, der ihm „Ungereimtes“ in Äußerungen über die eigene Biografie vorwarf.
Der Direktor am Internationalen Institut für empirische Sozialökonomie (INIFES), Ernst Kistler, kritisiert die im Buch  Das Methusalem-Komplott gezogenen Schlüsse und hergestellten Zusammenhänge: „Problematisch wird die Sache allerdings dann, wenn demographisch unbedarfte Laien wie Frank Schirrmacher daraus luftige Verbindungen konstruieren.“ – „Dann zieht er das Knäuel seiner verschlungenen Gedanken apokalyptisch zusammen …“ Der Statistiker Gerd Bosbach kritisierte die von Schirrmacher in dem Buch vertretene Überalterungsthese als Übertreibung, die von der Statistik nicht gedeckt sei.
Seine Thesen aus Payback wurden von Peter Kruse kritisiert, der Schirrmacher als einen „Zaungast“ bezeichnet, der „Denkfehler durch die Einseitigkeit der von ihm gewählten Perspektive“ begehe. Der Schriftsteller Peter Glaser kritisierte, dass Schirrmachers Buch einerseits „Quatsch“ enthalte, wie die irrige Behauptung, die Google-Gründer hätten den ersten Server gebaut, und andererseits „Geplapper, das sich so hektisch hingesagt liest, als habe der Autor Angst, verstanden zu werden.“ Glasers Fazit: „Der Versuch, sich […] dem digitalen Mainstream insgesamt als Auskenner anzuempfehlen, ist damit schon schiefgegangen.“
In der Monatszeitschrift Merkur wies Joachim Rohloff anlässlich des Erscheinens des Buches Ego: Das Spiel des Lebens anhand von zahlreichen Beispielen grammatikalische, stilistische und inhaltliche Fehler in Payback nach und legte Schirrmacher die Worte in den Mund: „Lieber Leser, es ist mir schnuppe, was für einen Dreck ich dir vorsetze, denn ich weiß ja, dass du ihn fressen wirst.“
Der Feuilleton-Chef der Süddeutschen Zeitung, Andrian Kreye, der unter Schirrmacher Feuilleton-Redakteur der FAZ gewesen war, nannte ihn einen „brillanten Denker, begnadeten Publizisten, gerissenen Netzwerker und brutalen Chef“. Auch unterstellte er ihm Intrigen. Laut einer Analyse des Historikers Peter Hoeres, die dieser im Auftrag der Verleger aus Anlass des 70. Jahrestags der FAZ-Gründung verfasst hat, bekam Schirrmacher in der Redaktion die Spitznamen „Nero“ und „Caligula“. Ehemalige Mitarbeiter hätten seinen Führungsstil „als herrisch, unberechenbar, illoyal und misstrauisch“ beschrieben. Er habe zu „Maßlosigkeit und Rachsucht, Lügen und Hochstapeleien“ geneigt.

## Schirrmacher als literarische Figur
Schirrmacher war Vorlage für zahlreiche Figuren in literarischen Texten. Eine Begegnung mit dem Schriftsteller Rainald Goetz auf der Frankfurter Buchmesse fand Eingang in dessen Buch Loslabern (2009). Er wird außerdem in Goetz’ Schlüsselroman Johann Holtrop (2012) thematisiert. In der satirischen Schlüsselerzählung 10:9 für Stroh (1998) von Eckhard Henscheid über die Doktorprüfung von Gustav Seibt lieferte Schirrmacher die Vorlage für die Figur des Dr. Frank O. Schummetpeter. Schirrmacher wird außerdem im satirischen Roman Angéla – Lehrjahre einer Liebeshungrigen (2013) von Stefan Gärtner thematisiert. Im Schwedenkrimi Der Sturm (2012), den der Literaturchef der Süddeutschen Zeitung Thomas Steinfeld zunächst unter Pseudonym veröffentlicht hat, findet ein Mord an einer Figur statt, die Schirrmacher nachempfunden ist. Steinfeld wurde als Autor von Welt-Kritiker Richard Kämmerlings enttarnt und scharf kritisiert. Die Handlung von Angelika Klüssendorfs Roman Jahre später (2018) legt Parallelen zur Ehe der Autorin mit Schirrmacher nahe.

## Frank-Schirrmacher-Stiftung
Nach dem Tod Schirrmachers gründeten im Februar 2015 vier Persönlichkeiten des journalistischen Lebens (der Vorsitzende der Axel Springer SE, Mathias Döpfner, der Bankier und Journalist Michael Gotthelf, der NZZ-Feuilletonchef Martin Meyer und der frühere FAZ-Herausgeber Günther Nonnenmacher) eine nach ihm benannte Stiftung. Sie wurde zunächst mit 50.000 Schweizer Franken aus Privatvermögen ausgestattet und hat ihren Sitz in Küsnacht (Schweiz). Dem Stiftungsrat gehört neben den genannten Personen zudem Marco Solari an, der unter anderem Delegierter des Filmfestivals von Locarno und der Eventi Letterari in Ascona ist. Mitglieder eines außerdem gebildeten Beirats sind: Schirrmachers Witwe Rebecca Casati (Vorsitz), der Schauspieler Christian Berkel, Urs Rohner (Verwaltungsratspräsident der Credit Suisse), der Thomas-Mann-Forscher Thomas Sprecher, Ulrich Wilhelm (Intendant des Bayerischen Rundfunks) und die Harvard-Wirtschaftsprofessorin Shoshana Zuboff.
Die Stiftung soll das Werk und die Werte Schirrmachers weitertragen. Insbesondere lobt sie in jährlichem Turnus einen Ehrenpreis aus.

### Frank-Schirrmacher-Preis
Der Frank-Schirrmacher-Preis wurde 2015 ausgelobt und ist mit 20.000 Schweizer Franken dotiert. Er soll renommierte Persönlichkeiten und ihr Wirken oder ein Lebenswerk für „herausragende Leistungen zum Verständnis unseres Zeitgeschehens“ ehren. Die Verleihung findet im jährlichen Wechsel an drei Orten statt: in Berlin, an der Universität Zürich und an der Veranstaltungsreihe Eventi Letterari in Ascona. Die Jury besteht aus den Mitgliedern des Stiftungsrats. Erster Preisträger war 2015 Hans Magnus Enzensberger; die Laudatio hielt Martin Mosebach. 2016 wurde der Preis an Michel Houellebecq verliehen.

## Mitgliedschaften
- 1981: Mitglied des Clare College der Universität Cambridge
- 1998: Goethe-Institut
- 1999: Stellvertretender Vorsitzender des Stiftungsrats der Herbert Quandt-Stiftung

## Auszeichnungen
- 1999: Bundesverdienstkreuz 1. Klasse
- 2004: Auszeichnung als Journalist des Jahres durch die Frankfurter Journalistenzeitschrift Medium Magazin.
- 2004: Goldene Feder für Das Methusalem-Komplott
- 2004: Corine-Sachbuch-Preis für Das Methusalem-Komplott
- 2007: Jacob-Grimm-Preis Deutsche Sprache, eine der drei Auszeichnungen des Kulturpreises Deutsche Sprache[58]
- 2008: Kulturpreis Kataloniens[59]
- 2009: Ludwig-Börne-Preis
- 2010: Auszeichnung in der Kategorie „Kultur“ als Journalist des Jahres durch das Medium Magazin[26]
- 2012: Josef-Neuberger-Medaille der Jüdischen Gemeinde Düsseldorf[60]
- 2013: Das Gottlieb Duttweiler Institut berücksichtigt ihn in seiner Liste der 100 einflussreichsten Denker im Jahr 2013[61].
- 2014: Posthume Auszeichnung in der Kategorie „Lebenswerk“ als Journalist des Jahres.[62]

## Schriften
- Schrift als Tradition. Die Dekonstruktion des literarischen Kanons bei Kafka und Harold Bloom. Universität-Gesamthochschule Siegen, Dissertation, 1987, II, 180 S.
- Als Herausgeber: Verteidigung der Schrift. Kafkas „Prozess“. edition suhrkamp Nr. 1386, Frankfurt am Main 1987, ISBN 3-518-11386-0.
- Marcel Reich-Ranicki. Sein Leben in Bildern. Eine Bildbiographie. DVA, Stuttgart 2000, ISBN 3-421-05320-0.
- Das Methusalem-Komplott. Karl Blessing Verlag, München 2004, ISBN 3-89667-310-6. (Platz 1 der Spiegel-Bestsellerliste vom 5. April bis zum 6. Juni 2004)
- Minimum. Vom Vergehen und Neuentstehen unserer Gemeinschaft. Karl Blessing Verlag, München 2006, ISBN 3-89667-291-6. (Platz 1 der Spiegel-Bestsellerliste vom 27. März bis zum 16. April 2006)
- Payback. Warum wir im Informationszeitalter gezwungen sind zu tun, was wir nicht tun wollen, und wie wir die Kontrolle über unser Denken zurückgewinnen. Karl Blessing Verlag, München 2009, ISBN 978-3-89667-336-7.
- Die Stunde der Welt. Fünf Dichter - ein Jahrhundert. George, Hofmannsthal, Rilke, Trakl, Benn. Überarbeitete Neuausgabe, Karl Blessing Verlag, München 1996, ISBN 978-3-89667-589-7.
- Als Herausgeber zusammen mit Thomas Strobl: Die Zukunft des Kapitalismus. edition suhrkamp Nr. 2603, Berlin 2010, ISBN 978-3-518-12603-5.
- Ego: Das Spiel des Lebens, Karl Blessing Verlag, München 2013, ISBN 978-3-89667-427-2.
- Technologischer Totalitarismus, eine Debatte, herausgegeben von Frank Schirrmacher. Suhrkamp, Berlin 2015, ISBN 978-3-518-07434-3.
- Ungeheuerliche Neuigkeiten: Texte aus den Jahren 1990 bis 2014, herausgegeben und mit einem Vorwort von Jakob Augstein. Karl Blessing Verlag, München 2015, ISBN 978-3-896-67556-9.